# تپه (د) کرگان
تپه (د) کرگان مربوط به هزاره دوم و اوایل هزاره اول قم است و در شهرستان کامیاران، بخش مرکزی، روستای کرگان واقع شده و این اثر در تاریخ ۱۰ دی ۱۳۸۱ با شمارهٔ ثبت ۶۹۰۲ به‌عنوان یکی از آثار ملی ایران به ثبت رسیده است.